# Quintanar de la Sierra
Quintanar de la Sierra è un comune spagnolo di 1 758 abitanti situato nella comunità autonoma di Castiglia e León.